# Bakteriorodopsin
Bacteriorodopsin je protein koji koriste arheje, od kojih je najpoznatija halobacterija. On dejstvuje kao protonska pumpa, i.e. apsorbuje svetlosnu energiju i koristi je za prenos protona kroz membranu izvan ćelije. Nastali protonski gradijent se naknadno pretvara u hemijsku energiju.
Bacteriorodopsin je integralni membranski protein koji se obično nalazi u dvo-dimenzionim kristalnim mrljama poznatim i kao "ljubičasta membrana", koja može zauzeti i do skoro 50% površine ćelije arheje. Ponavljajući element heksagonalne rešetke se sastoji od tri identična proteinska lanca, svaki rotiran za 120 stepeni relativno na druge. Svaki lanac ima sedam transmembranskih alfa heliksa i sadrži jedan molekul retinala u sebi. To je tipična struktura za retinilidenske proteine.
Molekul retinala menja svoju konformaciju nakon apsorpcije fotona, što dovodi do konformacione promene okružujućeg proteina i aktivnosti protonske pumpe. Retinal je kovalentno vezan za Lys216 u hromoforu dejstvom Šifove baze. Nakon fotoizomerizacije molekula retinala, Asp85 postaje primalac protona doniranog sa molekula retinala. Ovo oslobađa proton iz "mesta držanja" na ekstracelularnu stranu (EC) membrane. Reprotonacija molekula retinala sa Asp96 vraća ga u njegov prvobitni izomerni oblik. Posledica toga je oslobađanje drugog protona na EC stranu. Asp85 daje svoj proton u "mesto držanja" i novi ciklus može da počne.
Molekul bakteriorodopsina je ljubičast i najefikasnije apsorbuje zelenu svetlost (talasna dužina 500-650 , sa apsorpcionim maksimumom na 568 nm).

## Spoljašnje veze
- PDB molekul meseca pdb27_1
- orijentacija proteina u membranama families/superfamily-6 - Proračunate prostorne pozicije bakteriorodopsinu sličnih proteina u membrani